# C14H10O9
化学式C14H10O9（摩尔质量：322.22 g/mol）可能指：
- 二没食子酸（间双没食子酸），CAS号：536-08-3
- 对双没食子酸，CAS号：47307-06-2

|  | 这个同类索引页列出了具有相同分子式的化学物（即同分異構體）条目。 除非您是有意链接至本页，否则应将相应条目的内部链接指向正确的条目。 |